# DirectInput
DirectInput jest to biblioteka obsługująca urządzenia wejściowe tj. klawiatura, mysz czy joystick, będąca częścią DirectX firmy Microsoft. Zawiera w sobie funkcje odczytujące dane z tych urządzeń w różny sposób (bezpośredni lub buforowany). Ma też możliwość przyporządkowania określonych akcji do konkretnych przycisków (Action Mapping). DirectInput nie przyniesie żadnych dodatkowych korzyści aplikacjom, które używają klawiatury do wprowadzania tekstu i myszy do nawigacji. API jest przeznaczone głównie do tworzenia gier komputerowych, symulacji i wszystkich innych interaktywnych aplikacji dla Windows.

## XInput
XInput jest to API dla kontrolerów nowej generacji. Wprowadzono je wraz z premierą konsoli Xbox 360 (grudzień 2005). Dzięki temu można w pełni wykorzystywać funkcjonalność kontrolerów Xboxa na komputerach PC z zainstalowanym systemem Windows XP SP1 i późniejszymi.

### DirectInput a XInput
- XInput jest łatwiejszy w implementacji
- XInput może obsługiwać naraz do 4 różnych kontrolerów. DirectInput nie ma podobnych ograniczeń.
- XInput nie obsługuje klawiatur, myszy, ani innych urządzeń typu trackball czy touchpady.
- XInput wspiera kontrolery które zawierają nie więcej niż: dwie gałki analogowe (4 osie), 10 przycisków, ośmiokierunkowy krzyżak i dwa przełączniki. Analogiczne ograniczenia w DirectInput: cztery gałki analogowe (8 osi), 128 przycisków i brak ograniczeń liczby cyfrowych krzyżaków.